# Route principale 13 (Suisse)
Pour les articles homonymes, voir H13 et Route 13.
La Route principale 13 est une route principale suisse reliant Trasadingen (frontière allemande) à Brissago (frontière italienne).

## Parcours
- Trasadingen
- Schaffhouse
- Stein am Rhein
- près de Constance (Allemagne)
- Romanshorn
- Arbon
- Rorschach
- Saint Margrethen
- Altstätten
- Buchs
- Sargans
- Bad Ragaz
- Coire
- Thusis
- Col du San Bernardino
- Bellinzona
- Locarno
- Brissago (frontière italienne)